# Harrison Bader
Pour les articles homonymes, voir Bader.
Harrison Joseph Bader (né le 3 juin 1994 à Bronxville, New York, États-Unis) est un joueur de champ extérieur des Mets de New York de la Ligue majeure de baseball.

## Carrière

### Cardinals de Saint-Louis
Joueur des Gators de l'université de Floride, Harrison Bader est choisi par les Cardinals de Saint-Louis au 3e tour de sélection du repêchage de 2015.
Il fait ses débuts dans le baseball majeur le 25 juillet 2017 avec Saint-Louis. À ce premier match, il réussit en 9e son premier coup sûr dans les majeures, un double aux dépens du lanceur Jake McGee qui brise une égalité et donne aux Cardinals une victoire de 3-2 sur les Rockies du Colorado.  Il frappe son premier circuit le 1er septembre 2017 face aux Giants de San Fransisco. Il termine la saison avec une moyenne au bâton de ,235 avec 3 circuits en 32 matchs. 
En 2018, lors de sa première saison complète, il frappe ,264 au bâton avec 12 circuits en 138 matchs et termine 6e au vote de recrue de l'année remporté par Ronald Acuña Jr.
Harrison Bader remporte en 2021 un gant doré pour ses performances défensives au champ centre. Il termine la saison avec sa meilleure moyenne au bâton et son plus grand nombre de circuit de sa carrière avec une moyenne de ,267 et 16 circuits en 103 rencontres.

### Yankees de New York
Le 2 août 2022, Harrison Bader est échangé aux Yankees de New York contre le lanceur gaucher Jordan Montgomery. Le 20 septembre 2022, lors de son premier match avec les Yankees, il obtient deux coups sûrs en trois points produits en quatre présences officielles au bâton. Lors des séries éliminatoires 2022, il obtient 10 coups sûrs dont 5 circuits en 30 présences officielles au bâton.

### Reds de Cincinnati
Le 31 août 2023, Harrison Bader est réclamé au ballotage par les Reds de Cincinnati, avec lesquels il frappe ,161 en 14 matchs. 

### Mets de New York
Le 5 janvier 2024, Harrison Bader, alors agent libre, signe avec les Mets de New York un contrat d'un an. 